# Xie Yangchun
Xie Yangchun (chinesisch 谢阳春, Pinyin Xiè Yángchūn; * 1. Mai 1974) ist ein chinesischer Badmintonspieler.

## Karriere
Xie Yangchun nahm 1993 und 1995 an den Weltmeisterschaften teil. 2000 siegte er beim Volant d’Or de Toulouse und bei den Bitburger Open. 2001 wurde er Zweiter bei den French Open. Von 1999 bis 2005 startete er für den 1. BC Beuel.

## Sportliche Erfolge
| Saison | Veranstaltung           | Disziplin    | Platz | Name         |
| ------ | ----------------------- | ------------ | ----- | ------------ |
| 1993   | Weltmeisterschaft       | Herreneinzel | 65    | Xie Yangchun |
| 1995   | Weltmeisterschaft       | Herreneinzel | 17    | Xie Yangchun |
| 2000   | Volant d’Or de Toulouse | Herreneinzel | 1     | Xie Yangchun |
| 2000   | Bitburger Open          | Herreneinzel | 1     | Xie Yangchun |
| 2001   | French Open             | Herreneinzel | 2     | Xie Yangchun |